# Prinzenweg (Tegernsee)
Der Prinzenweg ist ein etwa 14,6 km langer Wanderweg, der den Tegernsee (726 m) mit dem Schliersee (777 m) in West-Ost-Richtung verbindet. Er führt über die 1335 m hohe Gindelalmschneid und die 1264 m hohe Neureuth und ist ganzjährig begehbar.
Beide Talorte werden von München mit der Bayerischen Oberlandbahn angefahren.
Die Strecke kann in 4 Stunden begangen werden. Auf dem Weg liegt die im Sommer bewirtschaftete Gindelalm  und das ganzjährig bewirtschaftete Neureuthhaus  auf der Neureuth. Auf der Neureuth  ist ein schöner Ausblick auf das Tegernseer Tal und bis ins 55 km entfernte München möglich.
Der Weg ist Teil des Europäischen Fernwanderwegs E4 und deckt sich in diesem Abschnitt auch weitgehend mit der Streckenführung des Maximilianswegs. Er wurde nach Karl von Bayern benannt, der im Tegernseer Tal großes Ansehen genoss.